# Кристофоро, Себастьян
Себастья́н Ка́рлос Кристо́форо Пе́пе (исп. Sebastián Carlos Cristóforo Pepe; 23 августа 1993, Монтевидео) — уругвайский футболист, полузащитник «Пеньяроля».

## Клубная карьера
Кристофоро — воспитанник футбольной академии клуба «Пеньяроль». Себастьян был включен в заявку основной команды на сезон 2010/2011. 29 мая 2011 года в матче против «Сентраль Эспаньол» он дебютировал в чемпионате Уругвая. В следующем сезоне тренер «Пеньяроля» начал активно привлекать полузащитник к играм за основную команду. Кристофоро принял участие в 22 играх, 16 раз выходя в основном составе. В 2011 году Себастьян завоевал серебряные медали Кубка Либертадорес, правда в том розыгрыше не принимал участия. 1 марта 2012 года в поединке против «Белья Висты» Себастьян забил свой первый гол.
Летом 2013 года после успешного выступления на молодёжном чемпионате мира Кристофоро перешёл в испанскую «Севилью». Сумма трансфера составила 2,3 млн евро. 14 сентября в матче против «Барселоны» он дебютировал в Ла Лиге. В 2014 году Себастьян дважды в течение сезона получал травму колена.
Летом 2016 года он на правах аренды перешёл в итальянскую «Фиорентину». 18 сентября в матче против «Ромы» Кристофоро дебютировал в итальянской Серии A, заменив во втором тайме Николу Калинича. По окончании аренды «фиалки» выкупили трансфер Себястьяна за 3 млн евро.

## Международная карьера
В конце декабря 2012 года Кристофоро был включен в заявку сборной Уругвая на участие в молодёжном чемпионате Южной Америки. На турнире он сыграл в матчах против сборных Бразилии, Эквадора, Венесуэлы, Колумбии, Чили, Парагвая и дважды Перу.
Летом того же года Себастьян помог молодёжной команде завоевать серебряные медали молодёжного чемпионата мира в Турции. На турнире он сыграл в матчах против команд Хорватии, Новой Зеландии, Узбекистана, Нигерии, Испании, Ирака и Франции.

## Достижения
Командные
 «Пеньяроль»
- Финалист Кубок Либертадорес (1): 2011

 «Севилья»
- Победитель Лиги Европы УЕФА (1): 2014

Международные
 Уругвай (20)
- Вице-чемпион мира среди молодёжи (1): 2013